# 불펍

대표적인 불펍소총인 슈타이어 군용 다목적 소총

불펍(영어: bullpup)은 급탄, 격발과 같은 화기 작동이 방아쇠 뒤쪽(개머리판)에서 이루어지는 화기 구성 방식을 말한다. 불펍식 소총 및 기관단총들은 기존의 화기들과 비교했을 때, 총열 길이는 비슷하면서도 전체 길이는 짧다.

## 불펍의 장점

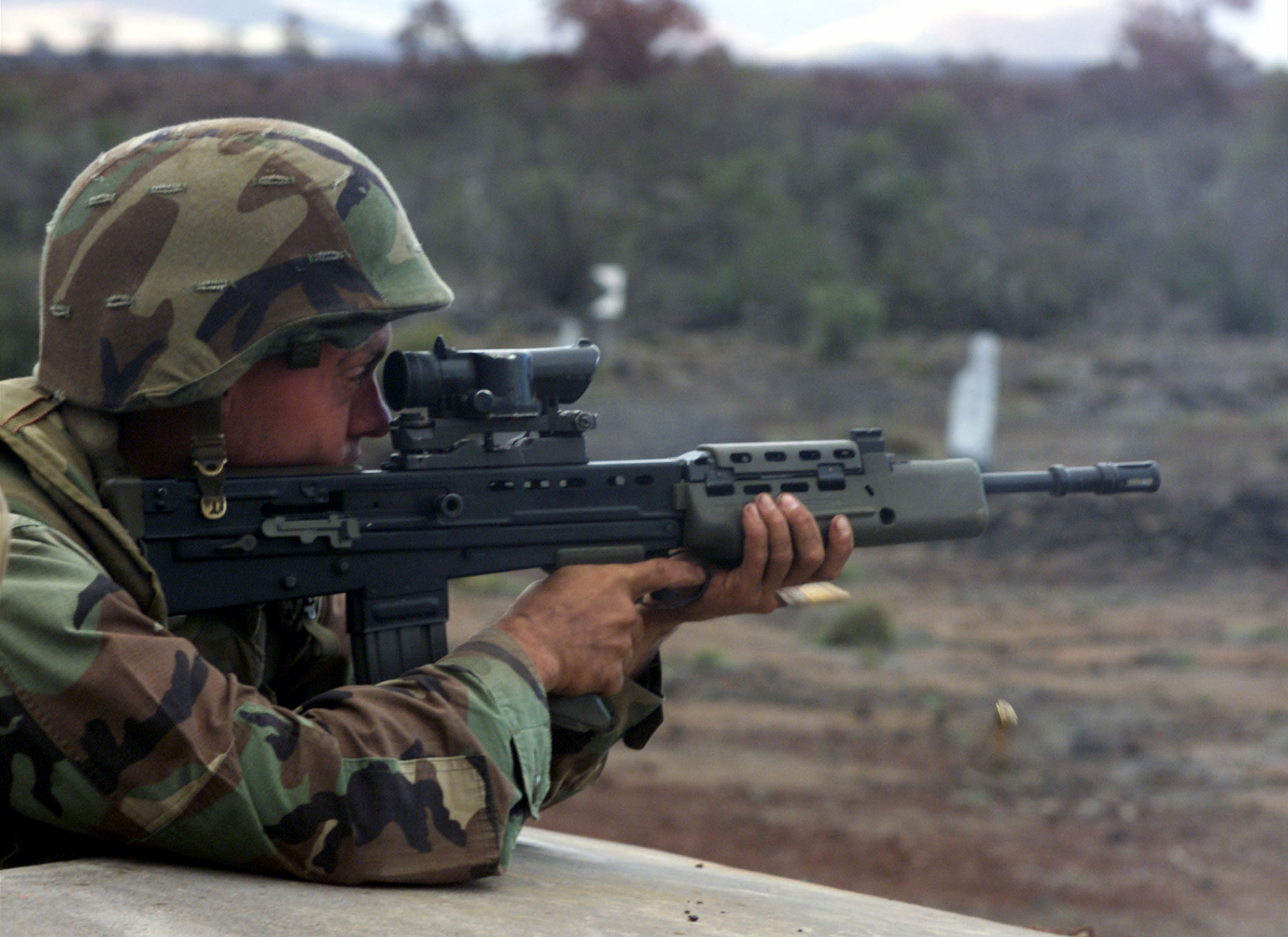
불펍식 소총 SA80 소총

- 기존의 화기들보다 전체 길이를 짧게 설계하여도 총열 길이가 비슷하다. 따라서 전체 길이가 비슷한 기존 형식의 카빈과 비교했을 때, 총열이 길기 때문에 총구 속도가 더 빠르고 유효 사거리가 더 길다. 또한 소음도 적다.
- 격발이 몸과 가까운 곳에서 일어나므로 반동 제어가 상대적으로 용이하다.

## 불펍이 가질 수 있는 단점과 해결책

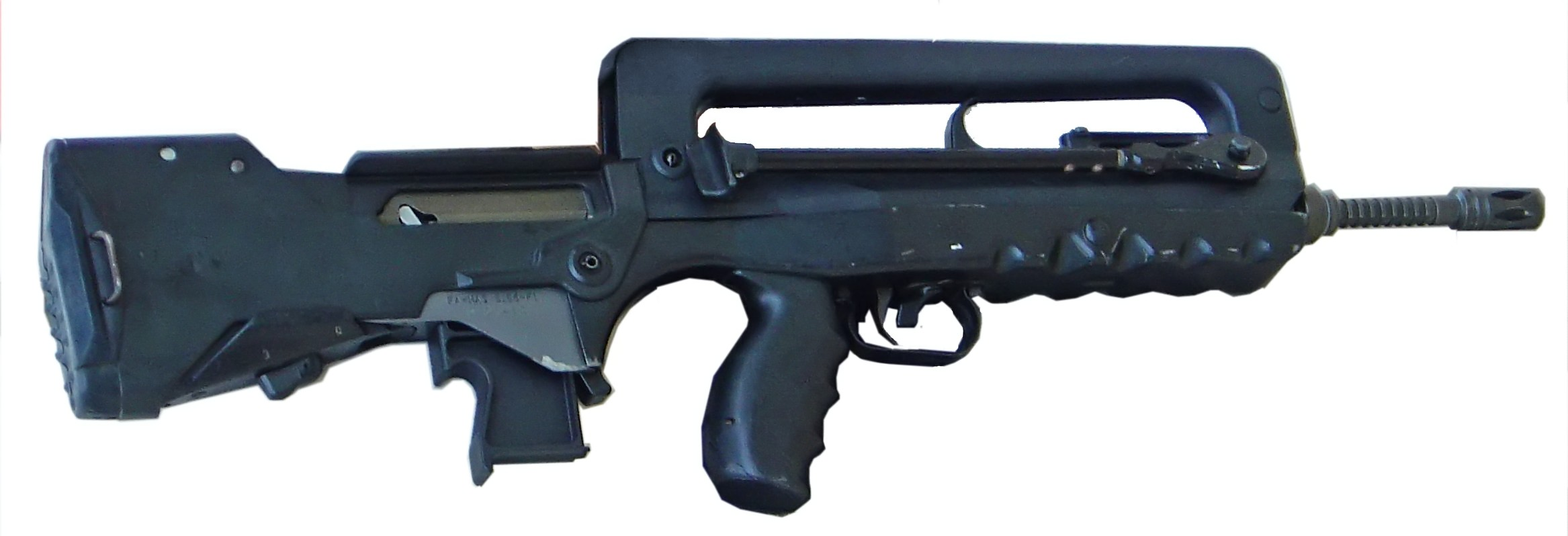
FAMAS 소총

- 가늠자와 가늠쇠를 사용할 경우, 이 둘 사이의 거리가 짧아져서 조준이 부정확해질 수 있다. - 슈타이어 AUG, L85, FN F2000 등 대부분의 불펍 소총들은 스코프를 채용하여 이 문제를 해결했다.
- 탄피 배출구가 얼굴 위치에 있기 때문에 왼손잡이도 오른 쪽 어깨에 견착하여 사격해야 한다. 또한, 배출된 탄피가 옆의 동료 얼굴을 때릴 수 있다. - FN F2000의 경우 Forward ejection이란 시스템을 차용하여 탄피를 앞쪽으로 배출하게 하고 FN P90 같은 경우 아래쪽으로 배출되도록 설계하여 이 문제를 완전히 해결하였다. 슈타이어 AUG, FAMAS의 경우 탄피 배출구를 왼쪽으로 바꿀 수 있으나, 총을 분해해야 한다는 단점이 있다. 이는 양 어깨로 번갈아 가면서 견착 사격할 필요성이 있는 시가전에서는 문제가 될 수 있다.
- 무게 중심이 뒤 쪽에 있어 경계 상태로 소총을 휴대할 때 손에 무리가 간다. - 슈타이어 AUG의 경우 이 문제를 완화하기 위해 앞쪽에 수직손잡이가 있다. L85의 경우 총 앞 부분을 무겁게 설계하였다. 또한, 앞쪽에 유탄발사기를 장착하면 이 문제는 상당히 완화된다.
- 탄창 교환이 불편하다.
- 방아쇠와 공이치기가 멀리 떨어져 있기 때문에 적절한 방법으로 연결하지 않을 경우 방아쇠압이 높을 수 있다.
- 총구가 얼굴과 가깝기 때문에 화염이 더 크게 보인다.
- 총 전체 길이가 짧기 때문에 백병전이 어렵다.

## 불펍식 화기들
- 슈타이어 AUG
- FAMAS (프랑스 제식 돌격소총)
- FN F2000
- FN P90
- LAPA FA-03
- QBZ-95
- DAR-21
- SAR-21
- TAR-21
- 발터 WA2000
- SA80 (L85A1, L85A2, L86A1, L86A2, L98CGP) (영국)
- DSR-1
- 바렛 M95
- Groza

## 같이 보기
- 개인방어무기